# Centropogon lanceolatus
Centropogon lanceolatus är en klockväxtart som beskrevs av Franz Elfried Wimmer. Centropogon lanceolatus ingår i släktet Centropogon och familjen klockväxter. Inga underarter finns listade i Catalogue of Life.